# Gruppo Sportivo Porto Robur Costa 2024-2025
Questa voce raccoglie le informazioni riguardanti il Gruppo Sportivo Porto Robur Costa nelle competizioni ufficiali della stagione 2024-2025.

## Stagione
Nella stagione 2024-25 il Gruppo Sportivo Porto Robur Costa assume la denominazione sponsorizzata di Consar Ravenna.
Partecipa per la terza volta consecutiva al campionato di Serie A2 classificandosi terza al termine della regular season: la posizione gli permette di accedere ai play-off promozione, dove viene eliminata ai quarti di finale dall'Emma Villas.
La posizione in regular season consente al club di accedere anche alla Coppa Italia di Serie A2, dove viene esclusa al primo turno, superata dal Macerata.

## Organigramma societario
Area direttiva
- Presidente: Matteo Rossi
- Vicepresidente: Daniela Giovanetti
- Team manager: Lorenzo Soglia
- Segreteria generale: Liliana Bernardi
- Segreteria di direzione: Tamara Pantaleone
- Direttore sportivo: Marco Bonitta (fino al 22 gennaio 2025), Antonio Valentini (dal 22 gennaio 2025)

Area tecnica
- Allenatore: Antonio Valentini
- Allenatore in seconda: Savero Di Lascio
- Scout man: Giuseppe Chiarelli
- Responsabile settore giovanile: Marco Bonitta

Area comunicazione
- Addetto stampa: Massimo Montanari
- Relazioni esterne: Maria Teresa Arfelli (fino al 14 marzo 2025), Tamara Pantaleone (dal 14 marzo 2025)
- Social media manager: Maria Teresa Arfelli (fino al 14 marzo 2025), Tamara Pantaleone (dal 14 marzo 2025)
- Responsabile eventi: Maria Teresa Arfelli (fino al 14 marzo 2025), Tamara Pantaleone (dal 14 marzo 2025)

Area marketing
- Responsabile marketing: Tamara Pantaleone

Area sanitaria
- Medico sociale: Carlo Casadio
- Responsabile staff medico: Emanuele Lupetti
- Fisioterapista: Stefano Bandini
- Preparatore atletico: Simone Ade

## Rosa
| N° | Nome               | Ruolo | Data di nascita   | Nazionalità sportiva |
| -- | ------------------ | ----- | ----------------- | -------------------- |
| 1  | Riccardo Copelli   | C     | 16 marzo 1996     | Italia               |
| 2  | Giacomo Selleri    | P     | 30 settembre 2005 | Italia               |
| 3  | Marko Vukašinović  | S     | 3 luglio 1993     | Montenegro           |
| 4  | Tommaso Guzzo      | O     | 30 aprile 2002    | Italia               |
| 5  | Alessio Tallone    | S     | 23 settembre 1999 | Italia               |
| 6  | Andrea Canella     | C     | 19 gennaio 1998   | Italia               |
| 8  | Hampus Ekstrand    | S     | 28 ottobre 2003   | Svezia               |
| 9  | Gabriele Mirabella | C     | 4 gennaio 2006    | Italia               |
| 10 | Riccardo Goi       | L     | 24 agosto 1992    | Italia               |
| 11 | Antonino Russo     | P     | 9 aprile 2004     | Italia               |
| 13 | Manuel Zlatanov    | S     | 7 marzo 2008      | Italia               |
| 14 | Simone Bertoncello | S     | 15 marzo 2007     | Italia               |
| 17 | Jan Feri           | S     | 1º febbraio 2004  | Italia               |
| 18 | Lorenzo Grottoli   | C     | 18 febbraio 2000  | Italia               |
| 20 | Giovanni Pascucci  | S     | 10 febbraio 2004  | Italia               |

## Mercato
| Acquisti                               | Acquisti           | Acquisti       | Acquisti   |
| R.                                     | Nome               | da             | Modalità   |
| -------------------------------------- | ------------------ | -------------- | ---------- |
| C                                      | Andrea Canella     | M&G            | definitivo |
| C                                      | Riccardo Copelli   | Emma Villas    | definitivo |
| S                                      | Hampus Ekstrand    | Prisma Taranto | definitivo |
| O                                      | Tommaso Guzzo      | Padova         | definitivo |
| C                                      | Gabriele Mirabella | Callipo        | definitivo |
| S                                      | Giovanni Pascucci  | Marcianise     | definitivo |
| P                                      | Giacomo Selleri    | Diavoli Rosa   | definitivo |
| S                                      | Alessio Tallone    | Emma Villas    | definitivo |
| S                                      | Manuel Zlatanov    | You Energy     | definitivo |
| Trasferimenti nel corso della stagione |                    |                |            |
| S                                      | Marko Vukašinović  | Police         | definitivo |

| Cessioni                               | Cessioni             | Cessioni             | Cessioni   |
| R.                                     | Nome                 | a                    | Modalità   |
| -------------------------------------- | -------------------- | -------------------- | ---------- |
| C/O                                    | Martins Arasomwan    | Virtus Aversa        | definitivo |
| C                                      | Filippo Bartolucci   | Saturnia Acicastello | definitivo |
| S                                      | Felipe Benavídez     | Franco Tigano        | definitivo |
| O                                      | Alessandro Bovolenta | You Energy           | definitivo |
| L                                      | Leonardo Chiella     | Bologna              | definitivo |
| S                                      | Evan Falardeau       | ?                    | ?          |
| P                                      | Filippo Mancini      | Milano               | definitivo |
| C                                      | Stefano Mengozzi     | Virtus Fano          | definitivo |
| C                                      | Lorenzo Menichini    | Sabaudia             | definitivo |
| S                                      | Mattia Orioli        | Padova               | definitivo |
| S                                      | Alexandros Raptīs    | Nice                 | definitivo |
| S                                      | Lorenzo Rossetti     | 4 Torri Ferrara      | definitivo |
| Trasferimenti nel corso della stagione |                      |                      |            |
| S                                      | Hampus Ekstrand      | Maaseik              | definitivo |

## Risultati

### Serie A2

#### Andata
| 1ª Giornata - 6 ottobre 2024 PalaDeAndré, Ravenna           | Porto Robur Costa    | 3 - 0 | Virtus Fano       | 25-20, 25-22, 25-20               |
| 2ª Giornata - 13 ottobre 2024 PalaBigi, Reggio nell'Emilia  | Tricolore            | 0 - 3 | Porto Robur Costa | 12-25, 19-25, 22-25               |
| 3ª Giornata - 22 ottobre 2024 PalaDeAndré, Ravenna          | Porto Robur Costa    | 3 - 0 | Emma Villas       | 25-19, 25-18, 25-21               |
| 4ª Giornata - 27 ottobre 2024 PalaPrata, Prata di Pordenone | Prata                | 2 - 3 | Porto Robur Costa | 20-25, 26-24, 25-23, 15-25, 16-18 |
| 5ª Giornata - 31 ottobre 2024 PalaDeAndré, Ravenna          | Porto Robur Costa    | 2 - 3 | Porto Viro        | 20-25, 29-27, 26-24, 22-25, 12-15 |
| 6ª Giornata - 3 novembre 2024 PalaSurace, Palmi             | Franco Tigano        | 1 - 3 | Porto Robur Costa | 25-22, 19-25, 19-25, 20-25        |
| 7ª Giornata - 10 novembre 2024 PalaJacazzi, Aversa          | Virtus Aversa        | 2 - 3 | Porto Robur Costa | 25-19, 25-19, 18-25, 22-25, 11-15 |
| 8ª Giornata - 17 novembre 2024 PalaDeAndré, Ravenna         | Porto Robur Costa    | 1 - 3 | Atlantide Brescia | 20-25, 10-25, 25-21, 28-30        |
| 9ª Giornata - 24 novembre 2024 Pala Santa Maria, Pineto     | Pineto               | 3 - 0 | Porto Robur Costa | 25-22, 25-21, 25-23               |
| 10ª Giornata - 1º dicembre 2024 PalaDeAndré, Ravenna        | Porto Robur Costa    | 3 - 1 | Cuneo             | 25-17, 18-25, 25-22, 25-23        |
| 11ª Giornata - 8 dicembre 2024 PalaDeAndré, Ravenna         | Porto Robur Costa    | 3 - 0 | Libertas Brianza  | 25-20, 30-28, 25-21               |
| 12ª Giornata - 14 dicembre 2024 PalaCatania, Catania        | Saturnia Acicastello | 2 - 3 | Porto Robur Costa | 25-17, 25-22, 17-25, 26-28, 15-17 |
| 13ª Giornata - 22 dicembre 2024 PalaDeAndré, Ravenna        | Porto Robur Costa    | 3 - 1 | Macerata          | 25-18, 25-23, 21-25, 29-27        |

#### Ritorno
| 14ª Giornata - 26 dicembre 2024 PalaAllende, Fano                  | Virtus Fano       | 2 - 3 | Porto Robur Costa    | 25-27, 25-18, 22-25, 33-31, 14-16 |
| 15ª Giornata - 29 dicembre 2024 PalaDeAndré, Ravenna               | Porto Robur Costa | 3 - 0 | Tricolore            | 25-22, 25-10, 25-22               |
| 16ª Giornata - 6 gennaio 2025 PalaMensSana, Siena                  | Emma Villas       | 0 - 3 | Porto Robur Costa    | 20-25, 28-30, 18-25               |
| 17ª Giornata - 11 gennaio 2025 PalaDeAndré, Ravenna                | Porto Robur Costa | 3 - 1 | Prata                | 33-31, 25-20, 25-27, 25-21        |
| 18ª Giornata - 19 gennaio 2025 Palazzetto dello Sport, Porto Viro  | Porto Viro        | 0 - 3 | Porto Robur Costa    | 18-25, 22-25, 19-25               |
| 19ª Giornata - 26 gennaio 2025 PalaDeAndré, Ravenna                | Porto Robur Costa | 3 - 2 | Franco Tigano        | 23-25, 23-25, 25-17, 25-19, 15-12 |
| 20ª Giornata - 2 febbraio 2025 PalaDeAndré, Ravenna                | Porto Robur Costa | 0 - 3 | Virtus Aversa        | 18-25, 23-25, 22-25               |
| 21ª Giornata - 9 febbraio 2025 PalaSanFilippo, Brescia             | Atlantide Brescia | 3 - 1 | Porto Robur Costa    | 25-20, 20-25, 25-18, 28-26        |
| 22ª Giornata - 16 febbraio 2025 PalaDeAndré, Ravenna               | Porto Robur Costa | 3 - 2 | Pineto               | 25-16, 25-19, 21-25, 17-25, 15-13 |
| 23ª Giornata - 23 febbraio 2025 PalaCastagnaretta, Cuneo           | Cuneo             | 3 - 1 | Porto Robur Costa    | 20-25, 25-20, 25-16, 25-20        |
| 24ª Giornata - 2 marzo 2025 Pala Francescucci, Casnate con Bernate | Libertas Brianza  | 2 - 3 | Porto Robur Costa    | 25-16, 23-25, 25-18, 21-25, 17-19 |
| 25ª Giornata - 9 marzo 2025 PalaDeAndré, Ravenna                   | Porto Robur Costa | 3 - 0 | Saturnia Acicastello | 25-10, 25-22, 25-20               |
| 26ª Giornata - 16 marzo 2025 PalaFontescodella, Macerata           | Macerata          | 2 - 3 | Porto Robur Costa    | 25-23, 25-22, 26-28, 22-25, 13-15 |

#### Play-off promozione
| Quarti di finale (gara 1) - 23 marzo 2025 PalaCosta, Ravenna  | Porto Robur Costa | 1 - 3 | Emma Villas       | 25-20, 20-25, 18-25, 23-25        |
| Quarti di finale (gara 2) - 30 marzo 2025 PalaMensSana, Siena | Emma Villas       | 3 - 2 | Porto Robur Costa | 22-25, 25-20, 25-23, 21-25, 15-13 |

### Coppa Italia di Serie A2
| Ottavi di finale (gara 1) - 5 aprile 2025 PalaCosta, Ravenna           | Porto Robur Costa | 2 - 3 | Macerata          | 20-25, 21-25, 25-21, 25-22, 8-15 |
| Ottavi di finale (gara 2) - 12 aprile 2025 PalaFontescodella, Macerata | Macerata          | 3 - 0 | Porto Robur Costa | 25-23, 25-14, 25-20              |

## Statistiche

### Statistiche di squadra
| Competizione             | Punti | In casa | In casa | In casa | In trasferta | In trasferta | In trasferta | Totale | Totale | Totale |
| Competizione             | Punti | G       | V       | P       | G            | V            | P            | G      | V      | P      |
| ------------------------ | ----- | ------- | ------- | ------- | ------------ | ------------ | ------------ | ------ | ------ | ------ |
| Serie A2                 | 53    | 14      | 10      | 4       | 14           | 10           | 4            | 28     | 20     | 8      |
| Coppa Italia di Serie A2 |       | 1       | 0       | 1       | 1            | 0            | 1            | 2      | 0      | 2      |
| Totale                   | -     | 15      | 10      | 5       | 15           | 10           | 5            | 30     | 20     | 10     |

G = partite giocate; V = partite vinte; P = partite perse 

### Statistiche dei giocatori
| Giocatore      | Serie A2 | Serie A2 | Serie A2 | Serie A2 | Serie A2 | Coppa Italia di Serie A2 | Coppa Italia di Serie A2 | Coppa Italia di Serie A2 | Coppa Italia di Serie A2 | Coppa Italia di Serie A2 | Totale | Totale | Totale | Totale | Totale |
| Giocatore      | P        | PT       | AV       | MV       | BV       | P                        | PT                       | AV                       | MV                       | BV                       | P      | PT     | AV     | MV     | BV     |
| -------------- | -------- | -------- | -------- | -------- | -------- | ------------------------ | ------------------------ | ------------------------ | ------------------------ | ------------------------ | ------ | ------ | ------ | ------ | ------ |
| S. Bertoncello | 18       | 12       | 9        | 3        | 0        | 2                        | 20                       | 16                       | 1                        | 3                        | 20     | 32     | 25     | 4      | 3      |
| A. Cancella    | 28       | 200      | 154      | 31       | 15       | 2                        | 14                       | 10                       | 3                        | 1                        | 30     | 214    | 164    | 34     | 16     |
| R. Copelli     | 28       | 246      | 166      | 45       | 35       | 0                        | 0                        | 0                        | 0                        | 0                        | 28     | 246    | 166    | 45     | 35     |
| H. Ekstrand    | 16       | 73       | 61       | 6        | 6        | -                        | -                        | -                        | -                        | -                        | 16     | 73     | 61     | 6      | 6      |
| J. Feri        | 27       | 96       | 72       | 15       | 9        | 0                        | 0                        | 0                        | 0                        | 0                        | 27     | 96     | 72     | 15     | 9      |
| R. Goi         | 28       | 0        | 0        | 0        | 0        | 2                        | 0                        | 0                        | 0                        | 0                        | 30     | 0      | 0      | 0      | 0      |
| L. Grottoli    | 13       | 25       | 12       | 11       | 2        | 2                        | 18                       | 12                       | 6                        | 0                        | 15     | 43     | 24     | 17     | 2      |
| T. Guzzo       | 27       | 525      | 452      | 39       | 34       | 2                        | 22                       | 18                       | 1                        | 3                        | 29     | 547    | 470    | 40     | 37     |
| G. Mirabella   | 0        | 0        | 0        | 0        | 0        | 0                        | 0                        | 0                        | 0                        | 0                        | 0      | 0      | 0      | 0      | 0      |
| G. Pascucci    | 0        | 0        | 0        | 0        | 0        | 1                        | 0                        | 0                        | 0                        | 0                        | 1      | 0      | 0      | 0      | 0      |
| A. Russo       | 28       | 99       | 39       | 20       | 41       | 2                        | 1                        | 0                        | 1                        | 0                        | 30     | 100    | 39     | 21     | 41     |
| G. Selleri     | 15       | 0        | 0        | 0        | 0        | 2                        | 1                        | 0                        | 1                        | 0                        | 17     | 1      | 0      | 1      | 0      |
| A. Tallone     | 28       | 380      | 313      | 35       | 32       | 2                        | 7                        | 7                        | 0                        | 0                        | 30     | 387    | 320    | 35     | 32     |
| M. Vukašinović | 5        | 33       | 29       | 2        | 2        | 1                        | 2                        | 2                        | 0                        | 0                        | 6      | 35     | 31     | 2      | 2      |
| M. Zlatanov    | 23       | 104      | 75       | 17       | 12       | 2                        | 28                       | 23                       | 2                        | 3                        | 25     | 132    | 98     | 19     | 15     |

P = presenze; PT = punti totali; AV = attacchi vincenti; MV = muri vincenti; BV = battute vincenti